# U-21-Fußball-Europameisterschaft 2015/Gruppe B
| Pl. | Land     | Sp. | S | U | N | Tore    | Diff. | Punkte |
| --- | -------- | --- | - | - | - | ------- | ----- | ------ |
| 1.  | Portugal | 3   | 1 | 2 | 0 | 002:100 | +1    | 05     |
| 2.  | Schweden | 3   | 1 | 1 | 1 | 003:300 | ±0    | 04     |
| 3.  | Italien  | 3   | 1 | 1 | 1 | 004:300 | +1    | 04     |
| 4.  | England  | 3   | 1 | 0 | 2 | 002:400 | −2    | 03     |

Gruppe B der U-21-Fußball-Europameisterschaft 2015

## Italien – Schweden 1:2 (1:0)
| Italien                                                 | Italien | Schweden | Schweden |
| ------------------------------------------------------- | --- | --- | -------- |
| Italien                                                 | \| 18. Juni 2015 um 18:00 Uhr in Olmütz (Andrův stadion) \| \| Zuschauer: 6.719 \| \| Schiedsrichter: Anastasios Sidiropoulos ( Griechenland) \| \| Spielbericht \| | \| 18. Juni 2015 um 18:00 Uhr in Olmütz (Andrův stadion) \| \| Zuschauer: 6.719 \| \| Schiedsrichter: Anastasios Sidiropoulos ( Griechenland) \| \| Spielbericht \|                                                                                            | Schweden |
| Italien                                                 | Francesco Bardi – Davide Zappacosta, Matteo Bianchetti , Daniele Rugani, Stefano Sabelli – Stefano Sturaro, Federico Viviani, Daniele Baselli (69. Danilo Cataldi) – Domenico Berardi, Andrea Belotti (78. Marcello Trotta), Cristian Battocchio (61. Simone Verdi) Cheftrainer: Luigi Di Biagio | Patrik Carlgren – Joseph Baffo, Alexander Milošević, Filip Helander, Ludwig Augustinsson – Abdul Khalili, Oscar Lewicki, Oscar Hiljemark , Sam Larsson (46. Victor Lindelöf) – John Guidetti (76. Mikael Ishak), Isaac Kiese Thelin Cheftrainer: Håkan Ericson | Schweden |
| Italien                                                 | 1:0 Domenico Berardi (29., Foulelfmeter) | 1:1 John Guidetti (56.) 1:2 Isaac Kiese Thelin (86., Foulelfmeter) | Schweden |
| Italien                                                 | Federico Viviani (43.), Matteo Bianchetti (48.), Francesco Bardi (85.) | Filip Helander (24.), John Guidetti (64.), Oscar Hiljemark (71.) | Schweden |
| Italien                                                 | Stefano Sturaro (80.) | Alexander Milošević (27.) | Schweden |
| 18. Juni 2015 um 18:00 Uhr in Olmütz (Andrův stadion)   | | |          |
| Zuschauer: 6.719                                        | | |          |
| Schiedsrichter: Anastasios Sidiropoulos ( Griechenland) | | |          |
| Spielbericht                                            | | |          |

## England – Portugal 0:1 (0:0)
| England                                                                    | England | Portugal | Portugal |
| -------------------------------------------------------------------------- | --- | --- | -------- |
| England                                                                    | \| 18. Juni 2015 um 20:45 Uhr in Uherské Hradiště (Stadion Miroslava Valenty) \| \| Zuschauer: 7.167 \| \| Schiedsrichter: Danny Makkelie ( Niederlande) \| \| Spielbericht \|                                                                              | \| 18. Juni 2015 um 20:45 Uhr in Uherské Hradiště (Stadion Miroslava Valenty) \| \| Zuschauer: 7.167 \| \| Schiedsrichter: Danny Makkelie ( Niederlande) \| \| Spielbericht \|                                                            | Portugal |
| England                                                                    | Jack Butland – Carl Jenkinson, Liam Moore, Ben Gibson, Luke Garbutt – James Ward-Prowse (54. Will Hughes), Nathaniel Chalobah – Nathan Redmond, Tom Carroll (79. Alex Pritchard), Jesse Lingard (74. Danny Ings) – Harry Kane Cheftrainer: Gareth Southgate | José Sá – Ricardo Esgaio, Tiago Ilori, Paulo Oliveira, Raphaël Guerreiro – Sérgio Oliveira , William Carvalho, João Mário (85. Rubén Neves) – Ivan Cavaleiro (73. Iuri), Bernardo Silva, Ricardo (79. Carlos Mané) Cheftrainer: Rui Jorge | Portugal |
| England                                                                    | 0:1 João Mário (57.) | | Portugal |
| England                                                                    | Ben Gibson (48.), Carl Jenkinson (62.) | Bernardo Silva (49.), João Mário (83.) | Portugal |
| 18. Juni 2015 um 20:45 Uhr in Uherské Hradiště (Stadion Miroslava Valenty) | | |          |
| Zuschauer: 7.167                                                           | | |          |
| Schiedsrichter: Danny Makkelie ( Niederlande)                              | | |          |
| Spielbericht                                                               | | |          |

## Schweden – England 0:1 (0:0)
| Schweden                                              | Schweden | England | England |
| ----------------------------------------------------- | --- | --- | ------- |
| Schweden                                              | \| 21. Juni 2015 um 18:00 Uhr in Olmütz (Andrův stadion) \| \| Zuschauer: 11.257 \| \| Schiedsrichter: Javier Estrada Fernández ( Spanien) \| \| Spielbericht \| | \| 21. Juni 2015 um 18:00 Uhr in Olmütz (Andrův stadion) \| \| Zuschauer: 11.257 \| \| Schiedsrichter: Javier Estrada Fernández ( Spanien) \| \| Spielbericht \|                                                                                             | England |
| Schweden                                              | Patrik Carlgren – Victor Lindelöf, Joseph Baffo, Filip Helander, Ludwig Augustinsson – Abdul Khalili (87. Robin Quaison), Oscar Hiljemark , Oscar Lewicki, Simon Tibbling (78. Sam Larsson) – John Guidetti (82. Mikael Ishak), Isaac Kiese Thelin Cheftrainer: Håkan Ericson | Jack Butland – Carl Jenkinson, Liam Moore, Ben Gibson, Luke Garbutt – Will Hughes (46. Danny Ings), Nathaniel Chalobah – Nathan Redmond, Tom Carroll (73. Ruben Loftus-Cheek), Alex Pritchard (55. Jesse Lingard) – Harry Kane Cheftrainer: Gareth Southgate | England |
| Schweden                                              | 0:1 Jesse Lingard (85.) | | England |
| Schweden                                              | Abdul Khalili (70.), Joseph Baffo (79.) | | England |
| 21. Juni 2015 um 18:00 Uhr in Olmütz (Andrův stadion) | | |         |
| Zuschauer: 11.257                                     | | |         |
| Schiedsrichter: Javier Estrada Fernández ( Spanien)   | | |         |
| Spielbericht                                          | | |         |

## Italien – Portugal 0:0
| Italien                                                                    | Italien | Portugal | Portugal |
| -------------------------------------------------------------------------- | --- | --- | -------- |
| Italien                                                                    | \| 21. Juni 2015 um 20:45 Uhr in Uherské Hradiště (Stadion Miroslava Valenty) \| \| Zuschauer: 7.085 \| \| Schiedsrichter: Szymon Marciniak ( Polen) \| \| Spielbericht \| | \| 21. Juni 2015 um 20:45 Uhr in Uherské Hradiště (Stadion Miroslava Valenty) \| \| Zuschauer: 7.085 \| \| Schiedsrichter: Szymon Marciniak ( Polen) \| \| Spielbericht \|                                                               | Portugal |
| Italien                                                                    | Francesco Bardi – Davide Zappacosta, Daniele Rugani, Alessio Romagnoli, Cristiano Biraghi – Marco Benassi, Lorenzo Crisetig (76. Marcello Trotta), Danilo Cataldi – Domenico Berardi, Andrea Belotti (85. Federico Viviani), Cristian Battocchio (62. Federico Bernardeschi) Cheftrainer: Luigi Di Biagio | José Sá – Ricardo Esgaio, Paulo Oliveira, Tiago Ilori, Raphaël Guerreiro – William Carvalho – João Mário (81. Tózé), Bernardo Silva (78. Iuri), Sérgio Oliveira – Rafa Silva (54. Gonçalo Paciência), Carlos Mané Cheftrainer: Rui Jorge | Portugal |
| Italien                                                                    | Federico Bernardeschi (65.), Cristiano Biraghi (69.), Alessio Romagnoli (87.) | Gonçalo Paciência (90.) | Portugal |
| 21. Juni 2015 um 20:45 Uhr in Uherské Hradiště (Stadion Miroslava Valenty) | | |          |
| Zuschauer: 7.085                                                           | | |          |
| Schiedsrichter: Szymon Marciniak ( Polen)                                  | | |          |
| Spielbericht                                                               | | |          |

## England – Italien 1:3 (0:2)
| England                                               | England | Italien | Italien |
| ----------------------------------------------------- | --- | --- | ------- |
| England                                               | \| 24. Juni 2015 um 20:45 Uhr in Olmütz (Andrův stadion) \| \| Zuschauer: 11.563 \| \| Schiedsrichter: Sergei Karassjow ( Russland) \| \| Spielbericht \|                                                                      | \| 24. Juni 2015 um 20:45 Uhr in Olmütz (Andrův stadion) \| \| Zuschauer: 11.563 \| \| Schiedsrichter: Sergei Karassjow ( Russland) \| \| Spielbericht \| | Italien |
| England                                               | Jack Butland – Carl Jenkinson, John Stones, Ben Gibson, Luke Garbutt – Nathaniel Chalobah, Jake Forster-Caskey (63. Ruben Loftus-Cheek) – Nathan Redmond, Danny Ings, Jesse Lingard – Harry Kane Cheftrainer: Gareth Southgate | Francesco Bardi – Davide Zappacosta (83. Federico Viviani), Daniele Rugani, Alessio Romagnoli, Cristiano Biraghi – Marco Benassi, Lorenzo Crisetig, Danilo Cataldi – Domenico Berardi (63. Stefano Sabelli), Andrea Belotti, Marcello Trotta (75. Simone Verdi) Cheftrainer: Luigi Di Biagio | Italien |
| England                                               | 1:3 Nathan Redmond (90.+3') | 0:1 Andrea Belotti (25.) 0:2 Marco Benassi (27.) 0:3 Marco Benassi (72.) | Italien |
| England                                               | Ruben Loftus-Cheek (66.) | Davide Zappacosta (57.) | Italien |
| 24. Juni 2015 um 20:45 Uhr in Olmütz (Andrův stadion) | | |         |
| Zuschauer: 11.563                                     | | |         |
| Schiedsrichter: Sergei Karassjow ( Russland)          | | |         |
| Spielbericht                                          | | |         |

## Portugal – Schweden 1:1 (0:0)
| Portugal                                                                   | Portugal | Schweden | Schweden |
| -------------------------------------------------------------------------- | --- | --- | -------- |
| Portugal                                                                   | \| 24. Juni 2015 um 20:45 Uhr in Uherské Hradiště (Stadion Miroslava Valenty) \| \| Zuschauer: 7.263 \| \| Schiedsrichter: Clément Turpin ( Frankreich) \| \| Spielbericht \|                                                                        | \| 24. Juni 2015 um 20:45 Uhr in Uherské Hradiště (Stadion Miroslava Valenty) \| \| Zuschauer: 7.263 \| \| Schiedsrichter: Clément Turpin ( Frankreich) \| \| Spielbericht \| | Schweden |
| Portugal                                                                   | José Sá – Ricardo Esgaio, Paulo Oliveira, Tiago Ilori (29. Tobias Figueiredo), Raphaël Guerreiro – João Mário, William Carvalho, Sérgio Oliveira – Ricardo (74. Iuri), Bernardo Silva, Ivan Cavaleiro (57. Gonçalo Paciência) Cheftrainer: Rui Jorge | Patrik Carlgren – Victor Lindelöf, Alexander Milošević, Joseph Baffo (80. Filip Helander), Ludwig Augustinsson – Branimir Hrgota (52. Simon Tibbling), Oscar Hiljemark , Oscar Lewicki, Abdul Khalili (83. Robin Quaison) – Isaac Kiese Thelin, John Guidetti Cheftrainer: Håkan Ericson | Schweden |
| Portugal                                                                   | 1:0 Gonçalo Paciência (82.) | 1:1 Simon Tibbling (89.) | Schweden |
| Portugal                                                                   | Sérgio Oliveira (65.) | Oscar Lewicki (18.) | Schweden |
| 24. Juni 2015 um 20:45 Uhr in Uherské Hradiště (Stadion Miroslava Valenty) | | |          |
| Zuschauer: 7.263                                                           | | |          |
| Schiedsrichter: Clément Turpin ( Frankreich)                               | | |          |
| Spielbericht                                                               | | |          |